# Pier Luigi Del Bene
Pier Luigi Del Bene (Taormina, 27 luglio 1932 – Tradate, 11 marzo 2021) è stato un calciatore italiano, di ruolo difensore.

## Carriera
Terzino, aggregato al Napoli dal 1953, esordì in Serie A tra le file del Napoli il 6 marzo 1955 a Milano in Milan-Napoli 1-1, giocando successivamente nella stessa stagione solo il pareggio casalingo per 1-1 contro la Juventus del 20 marzo. Passato alla Salernitana nella stagione 1955-1956, in Serie B, ritornò in maglia azzurra l'anno seguente rimanendovi fino al 1959, giocandovi prevalentemente nella stagione 1956-1957 in cui fu schierato per 15 gare, quindi passò all'Udinese. In Friuli disputò due campionati di Serie A, quindi nel 1961 si trasferì al Varese, in Serie C, poi a Cremona dove chiuse la carriera.
In carriera ha totalizzato complessivamente 85 presenze in Serie A e 25 in Serie B

## Palmarès

### Club

#### Competizioni nazionali
- Serie C: 1

Varese: 1962-1963